# Valère Germain
Pour les articles homonymes, voir Germain.
Valère Germain, né le 17 avril 1990 à Marseille, est un footballeur français qui évolue au poste d'avant-centre au Sanfrecce Hiroshima. Il est le fils du footballeur Bruno Germain.
Valère passe la majorité de sa formation à Orléans, dont deux dernières saisons à l'USO. En 2005, il intègre le centre de formation de l'AS Monaco avec lequel il devient professionnel. Il débute réellement en équipe première lors de sa relégation en Ligue 2 en 2011. Devenu vice-capitaine, Germain s'impose en attaque et, au bout de deux saisons, participe à la remontée du club en Ligue 1. Racheté par un milliardaire russe, le club monégasque recrute alors largement mais Valère garde la confiance des entraîneurs et découvre la Ligue des champions. Pour la saison 2015-2016, Germain est prêté à l'OGC Nice avec qui il réalise sa meilleure saison en Ligue 1 avec quatorze buts. Revenu en Principauté, il participe au titre de champion de France et à la demi-finale de C1 2016-2017 monégasques. Germain est alors transféré à l'Olympique de Marseille où il connaît une finale de Ligue Europa dès la première saison ; il jouera quatre saisons sous le maillot olympien.
En équipe nationale, Valère Germain est appelé en équipe de France espoirs en 2011. Il joue quatre rencontres avec les Bleuets. L'année suivante, il intègre la sélection inférieure en âge et l'équipe de France des moins de 20 ans avec qui il joue autant de matchs et inscrit deux buts.

## Biographie

### Jeunesse et formation
Valère Germain naît à Marseille le 17 avril 1990 alors que son père, Bruno Germain originaire d'Orléans, joue sous les couleurs de l'Olympique de Marseille. Il doit son prénom à la pièce de Molière, L'Avare. Jeune enfant, il commence le football en 1994 dans le club de la ville où habitent ses parents, au SO Cassis. Son père revient dans sa ville natale. Valère intgère l'ASPTT Orléans pendant six ans puis intègre l'US Orléans en 2002.

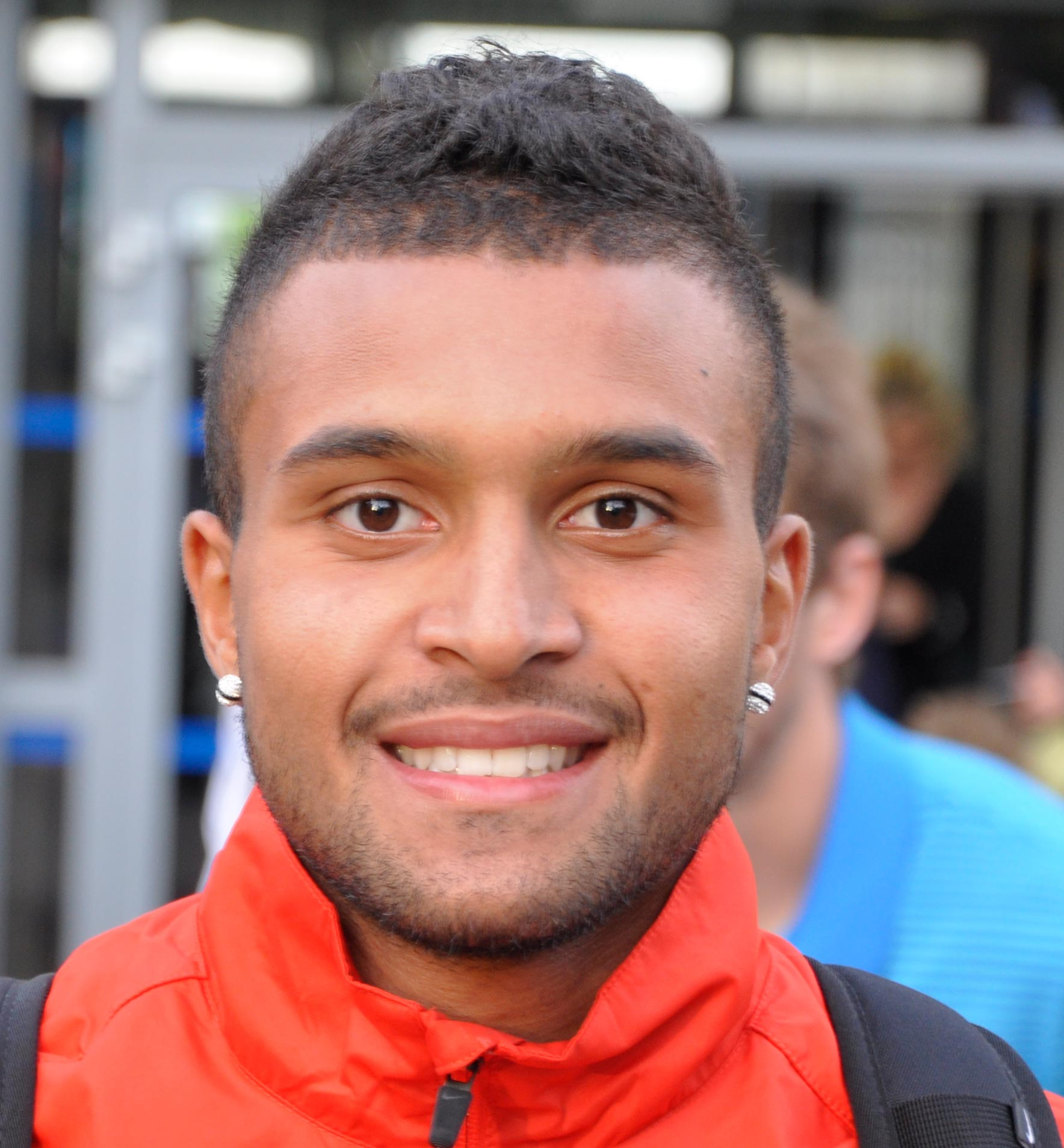
Germain croise Bulot au pôle espoirs avant de le retrouver à Monaco.

Pour la saison 2004-2005, Germain intègre le pôle espoirs de la Ligue du Centre, aux côtés notamment de Frédéric Bulot et Gilles Sunu, et le centre de formation de la Berrichonne de Châteauroux. Il se souvient : « Je n'ai fait qu'un an car, la première année, j'avais un problème à un genou. À l'époque, j'ai joué une saison à la Berrichonne avec les 14 ans nationaux que dirigeait Jean-Luc Aubard. Puis, j'ai signé à Monaco en cours de saison ». Valère Germain est alors déjà au lycée, alors que ses coéquipiers sont en troisième, ayant un an d'avance sur le plan scolaire,. Réputé pour ses courses répétées et son efficacité devant le but, Germain est déjà vu comme un joueur à fort potentiel.
En 2005, il est donc recruté par l'AS Monaco. Valère Germain remporte le championnat de France des réserves professionnelles en 2008 aux côtés notamment de Nicolas N'Koulou, Distel Zola, Frédéric Bulot ou encore Yannick Sagbo. Il signe son premier contrat professionnel avec l'ASM en 2009 mais continue de faire ses armes en équipe réserve. Début mai 2011, Germain inscrit un triplé en CFA à Anglet (3-3). Il intègre ensuite le groupe professionnel et ne le quittera plus. Entre 2007 et 2011, il inscrit trente buts en 97 rencontres.

### Révélation en Ligue 2 avec Monaco (2011-2013)
Le 1er mai 2011, il dispute son premier match en Ligue 1 face à l'AS Saint-Étienne (1-1), Guy Lacombe le faisant remplacer Georgie Welcome à la 72e minute du match. Il rentre trente minutes lors de la défaite (0-2) contre l'Olympique lyonnais, marquant la relégation du club monégasque en Ligue 2. Il intègre aussi l'équipe de France espoirs.

Malgré le rachat de l'ASM par le milliardaire Rybolovlev, Germain garde sa place.

Germain marque son premier but en professionnel lors de la défaite monégasque contre le Stade de Reims (1-2) lors de la troisième journée de Ligue 2 le 15 août 2011. L'AS Monaco réalise un début de saison très loin de ces attentes, pointant à la dernière place du classement après dix journées seulement et une seule victoire au compteur. L'entraîneur Laurent Banide est remplacé par Marco Simone à l'automne. Le technicien italien accorde sa confiance à Valère Germain. En décembre, le président Étienne Franzi confirme que le club a été racheté par le milliardaire russe Dmitri Rybolovlev. Lors de la 17e journée de Ligue 2 au Havre AC, Germain marque deux fois ce qui permet d'obtenir le match nul (2-2), quatrième et cinquième but et premier doublé en Ligue 2 pour le jeune monégasque. L'effectif bénéficie de neuf arrivées lors du mercato hivernal afin d'assurer le maintien. Mi-février, l'équipe compte cinq points de retard sur le 17e, mais redresse la barre grâce à une série de dix matches sans défaites, dont cinq victoires consécutives, qui voit ainsi les asémistes émerger à cinq points du podium. Le club princier va se classer en fin de saison à une honorable 8e place. Germain est le Monégasque qui a participé au plus de matchs (34) de championnat durant la saison et termine deuxième meilleur buteur du club en championnat avec 8 buts, à égalité avec Ibrahima Touré toutes compétitions confondues. Fin juin 2012, Germain prolonge son contrat jusqu'en 2015.
Au début de saison 2012-2013, Claudio Ranieri devient entraîneur de l'ASM. Le club effectue un important recrutement, dont l'achat des joueurs offensifs Lucas Ocampos et Emmanuel Rivière, mais Valère Germain conserve néanmoins sa place de titulaire. Il inscrit un but lors de la première journée contre le Tours FC (victoire 4-0). Il récidive lors de la troisième journée en offrant le but de la victoire contre Istres (3-2) et délivrant les deux passes décisives sur les autres buts. Cette saison-là, il marque 14 buts en Ligue 2 avec notamment deux doublés d'affilée contre le Havre et Dijon. Lors du match retour contre le Havre, il marque dès la première minute, pour le but le plus rapide de la saison monégasque. Valère ets élu joueur du mois UNFP en février 2013. L'AS Monaco occupe le podium durant toute la saison et l'obtient le titre de champion. Durant l'exercice, l'entraîneur italien le nomme même à plusieurs reprises capitaine. Valère Germain est le second joueur le plus utilisé lors de la saison 2012-2013, après Ibrahima Touré, avec 39 matchs sur les 44 disputés par le club. Le duo Touré-Germain est également en tête du classement des buteurs du club avec respectivement 21 et 16 buts toutes compétitions confondues. Germain termine aussi meilleur passeur décisif du club en championnat avec sept offrandes. Il contribue grandement à la remontée du club parmi l'élite et au titre de champion de son club, ce qui lui vaut une prolongation de contrat jusqu'en 2017 de la part des dirigeants. En fin de saison, Germain fait partie des nommés pour le Trophées UNFP 2013 de meilleur joueur de Ligue 2. Il n'est pas élu mais est présent dans l'équipe type de la saison 2012-2013.

### Remplaçant de luxe monégasque (2013-2015)

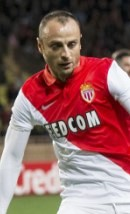
Placé à ses côtés, Germain est ensuite relégué sur le banc au profit de Berbatov.

La saison 2013-2014, signant le retour en Ligue 1, est plus difficile pour Valère Germain. Barré en début d'exercice à cause d'une blessure et du rendement de Radamel Falcao et d'Emmanuel Rivière, il se contente de bouts de matchs et ne participe qu'à six rencontres de championnat sur les dix-neuf premiers de son club. Néanmoins, lors de la 21e journée, Claudio Ranieri décide de le titulariser à Toulouse (victoire 0-2), à la place de Rivière dont les dernières sorties ne sont plus convaincantes. Puis, lors du 16e de finale de Coupe de France contre Chasselay, titulaire pour la deuxième fois d'affilée, il adresse sa première passe décisive de la saison de la tête pour Falcao. Lors du match suivant contre Marseille, il est toujours dans le onze de départ et ouvre le score pour son équipe, marquant son premier but en Ligue 1. En seconde partie de saison, les baisses de forme et les blessures forcent Ranieri à changer son équipe-type, tout en conservant le 4-4-2 losange. Ainsi, la longue absence de Falcao et le manque d'efficacité de Rivière permettent l'émergence d'un duo composé de Dimitar Berbatov et Germain. Ce dernier enchaîne les titularisations et marque contre Lorient la semaine suivante, puis contre Reims, à Lyon, où il retrouve d'ailleurs le brassard de capitaine, et enfin Valenciennes. Jusqu'à la fin de la saison, il conserve une place de titulaire en l'absence de Falcao et finit avec cinq buts et deux passes décisives en 23 rencontres. L'ASM est vice-champion de France derrière le Paris SG.
Lors de la saison 2014-2015, Germain participe à toutes les rencontres du début de saison, réussissant notamment une passe décisive pour Berbatov et marquant le but de la victoire dans les ultimes secondes au Montpellier HSC, lors de la 7e journée de Ligue 1. Leonardo Jardim en fait ensuite un « remplaçant de luxe », rentrant souvent en fin de match. Valère découvre la Ligue des champions de l'UEFA et prend part à trois des dix rencontres monégasques, éliminés en quart-de-finale par la Juventus FC. En championnat, l'ASM termine troisième. Germain prend part à davantage de rencontres que l'année précédente (29) mais cumul moins de minutes jouées et buts inscrits (4).

### Confirmation en prêt puis Coupe d'Europe (2015-2017)

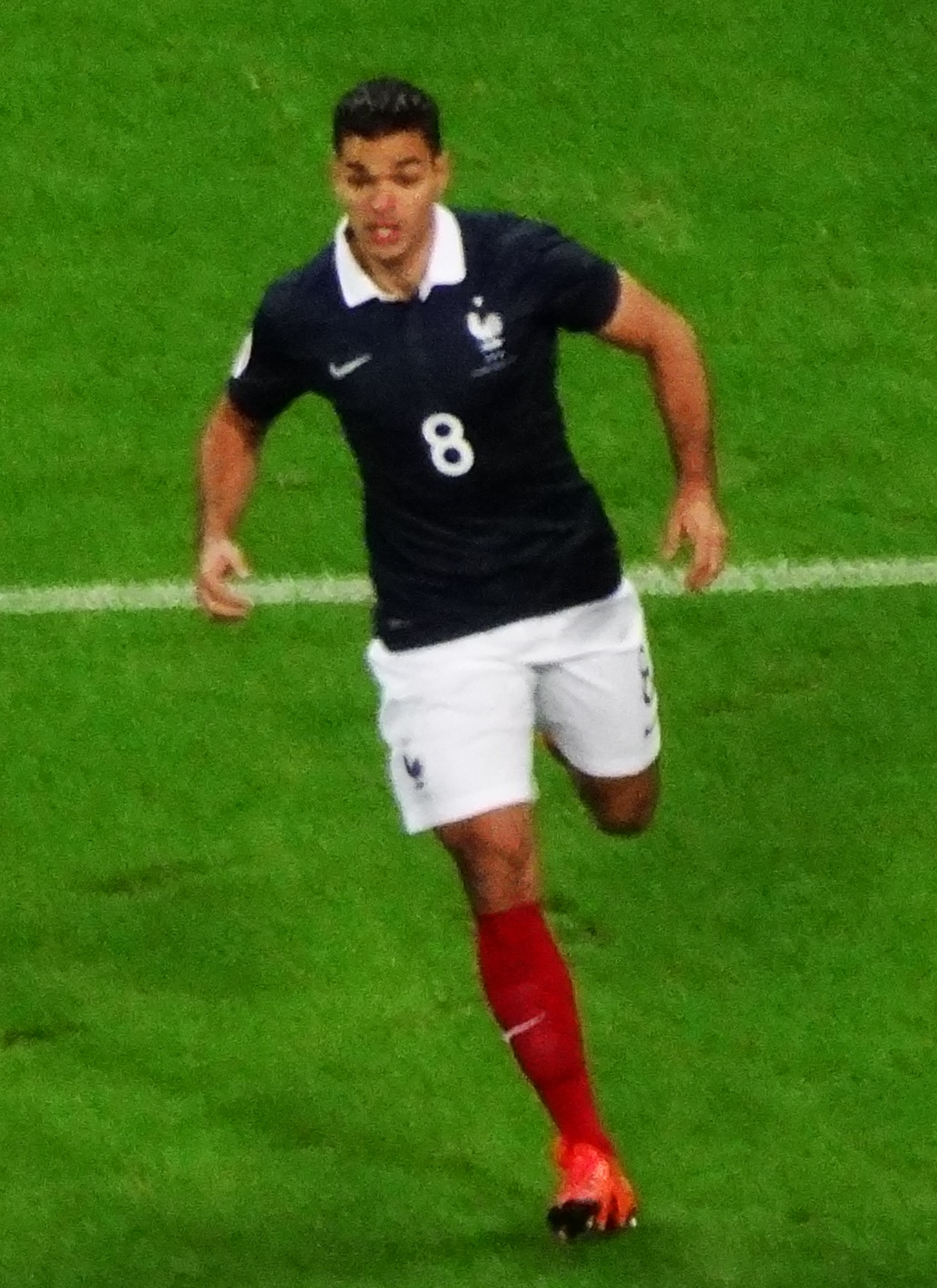
Le duo Ben Arfa-Germain permet à Nice de se qualifier en Ligue Europa.

Le 8 juillet 2015, au cours du mercato estival, Germain est prêté pour une durée d'un an sans option d'achat au rival local, l'OGC Nice,. Lors de la première journée de la saison 2015-2016, Germain marque son premier but sous les couleurs niçoises en ouvrant le score face à son club formateur, l'AS Monaco (défaite 1-2). La journée suivante, il délivre une passe décisive pour Alassane Pléa contre le promu Troyes mais la rencontre se finit par un nul (3-3). L'attaquant inscrit son second but niçois à Angers, permettant à Nice de ramener le point du match nul 1-1. Lors de la 9e journée, Germain marque deux buts contre le FC Nantes mais, alors que le score est à 2-2, le match est arrêté par des pluies diluviennes à la mi temps et sera à rejouer en intégralité, les buts étant annulés. Germain atteint tout de même la trêve hivernale avec sept buts en L1. Lors de la 37e journée de Ligue 1, Valère Germain emmène l'OGC Nice en coupe d'Europe (4e place), en inscrivant un doublé contre l'AS Saint-Étienne. Valère termine sa première saison complète en première division avec quatorze buts inscrits en prenant part à toutes les journées. Il est le second meilleur buteur du club derrière Hatem Ben Arfa avec qui il partage le rôle de meilleur passeur.
À la suite de sa saison flatteuse avec Nice, Valère Germain est approché par des clubs comme le Bétis Séville ou Southampton, mais Monaco souhaite le conserver. Le 27 juillet 2016, il rejoue pour la première fois depuis son prêt sous le maillot monégasque durant un match de Ligue des champions contre le Fenerbahçe. Au match retour, Germain s'illustre en marquant à deux reprises et contribue à la qualification de Monaco en vue des barrages. Le club parvient à se qualifier pour les phases de poule de la C1. Germain attend le 1er octobre pour inscrire son premier but en Ligue 1 de la saison lors d'une écrasante victoire 7-0 contre le FC Metz. Valère marque ensuite lors des deux rencontres suivantes. Le 2 novembre, il ouvre le score contre le CSKA Moscou (4-0) pour la 4e journée de C1. À la fin du mois, il marque un doublé contre l'Olympique de Marseille à l'occasion de la 14e journée (4-0). Début janvier, Germain permet à l'ASM d'éliminer l'AC Ajaccio pour son entrée en Coupe de France en ouvrant le score (2-1), puis inscrit un nouveau doublé en L1 à la fin du mois contre le FC Lorient (4-0). Confronté à l'éclosion de Kylian Mbappé, Valère Germain perd peu à peu sa place de titulaire à la suite des performances de son partenaire, mais garde un comportement exemplaire. Le 4 avril, Germain inscrit un doublé en quart-de-finale de Coupe de France contre le Lille OSC. Le 19 du même mois, il inscrit le troisième but face au Borussia Dortmund (3-1) qui confirme la qualification en demi-finale de Ligue des champions, où l'ASM est éliminée par la Juventus FC. À l'issue de la saison, Valère Germain est champion de France avec Monaco et le meilleur buteur du club en Coupe de France avec trois buts en cinq rencontres.

### Olympique de Marseille (2017-2021)

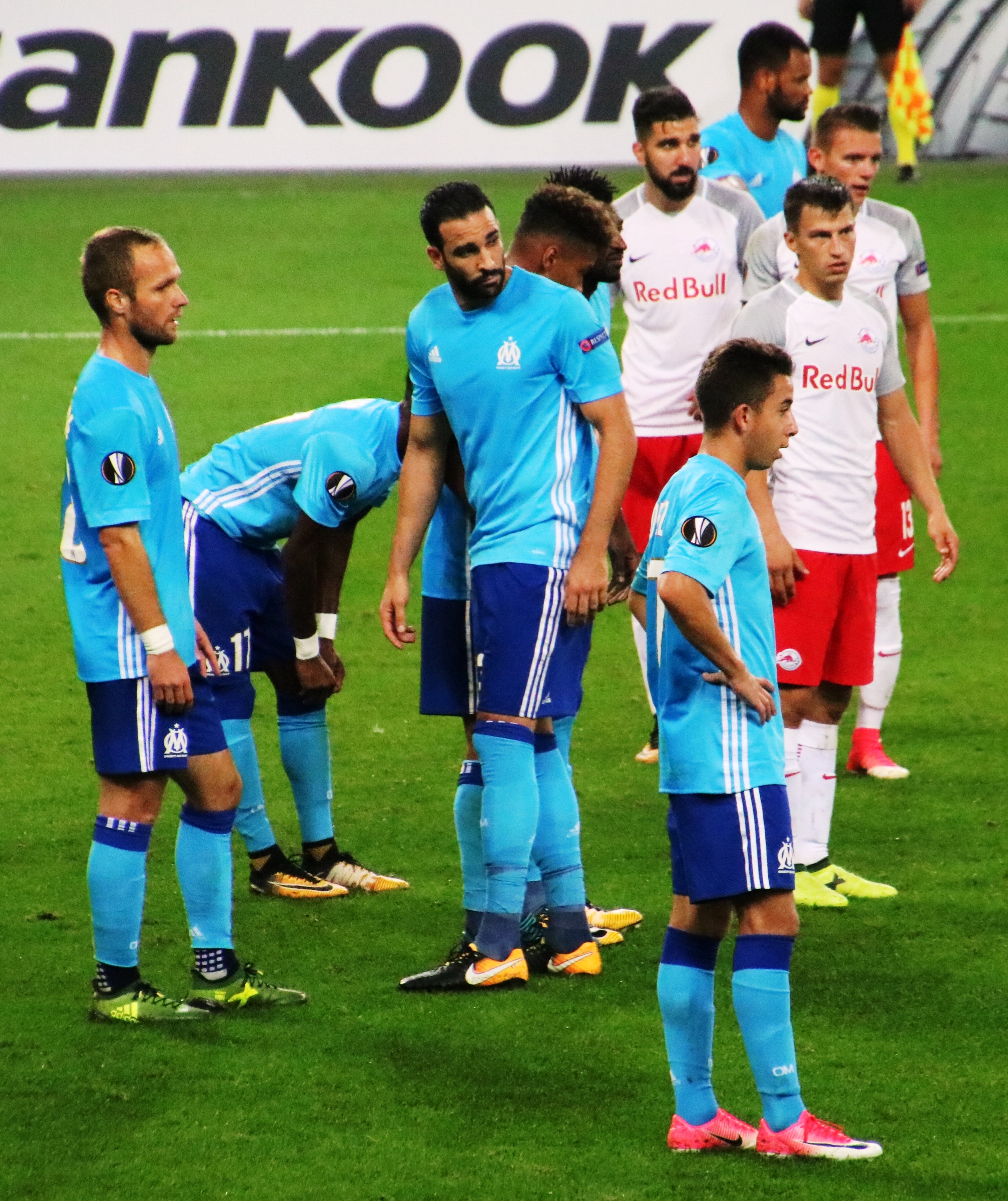
Germain (à g.) contre Salzbourg en Ligue Europa 2017-2018.

Le 26 juin 2017, Germain quitte la Principauté et s'engage quatre ans avec l'Olympique de Marseille pour huit millions d'euros plus deux millions en bonus.
Germain inscrit un triplé pour son premier match au Stade Vélodrome le 27 juillet 2017 lors du troisième tour préliminaire de Ligue Europa face au KV Ostende. Le 24 août, alors qu'il n'a pas marqué lors des trois premières journées de Ligue 1, Valère marque un doublé contre le NK Domžale, qualifiant pour la phase de groupe. Le 10 décembre 2017 en L1 pour le compte de la 17e journée, l'OM rencontre Saint-Étienne, son équipe gagne le match 3-0 et Germain inscrit son premier but en championnat sous les couleurs marseillaises à la 11e minute avant de signer un doublé à la 71e. Début 2018, Germain marque à plusieurs reprises en championnat ainsi qu'en 16e de finale aller de la Coupe d'Europe contre le SC Braga (3-0). Au terme de la saison, Marseille termine quatrième de L1 et surtout finaliste de la Ligue Europa. Germain est davantage efficace au niveau européen avec sept buts en 17 matchs qu'en championnat (neuf pour 35).
En avril 2021, Valère Germain révèle qu'il va quitter l'OM à l'issue de son contrat, en juin 2021. Il espère « découvrir l'étranger et une nouvelle expérience de vie qui pourrait s'avérer intéressante ». L'Olympique de Marseille confirme son départ le 30 juin 2021.

### Montpellier HSC (2021-2023)
Le 31 août 2021, libre de tout contrat, il signe avec le Montpellier HSC.

### Macarthur FC (depuis 2023)
Le 14 juillet 2023, libre de tout contrat, il signe avec le Macarthur FC pour 2 saisons.

### En équipe nationale
Quelques semaines après avoir débuté au niveau professionnel, Valère Germain est appelé pour la première fois en équipe de France espoirs pour disputer deux rencontres amicales contre la Serbie et l'Ukraine. Il honore sa première sélection en entrant sur le terrain à la 76e minute lors de la victoire (1-0) contre les Serbes.
Valère Germain participe ensuite au tournoi de Toulon 2012 avec l'équipe de France des moins de 20 ans. Il inscrit deux buts et les Bleuets terminent à la quatrième place du tournoi.
Marié à une Monégasque, il est éligible pour jouer avec la sélection de Monaco.

## Statistiques
| Saison                | Club                   | Championnat           | Championnat | Championnat | Championnat | Coupe nationale | Coupe nationale | Coupe nationale | Coupe de la Ligue | Coupe de la Ligue | Coupe de la Ligue | Compétition(s) continentale(s) | Compétition(s) continentale(s) | Compétition(s) continentale(s) | Compétition(s) continentale(s) | Total | Total | Total |
| Saison                | Club                   | Division              | M.          | B.          | P.d.        | M.              | B.              | P.d.            | M.                | B.                | P.d.              | Comp.                          | M.                             | B.                             | P.d.                           | M.    | B.    | P.d.  |
| 2010-2011             | AS Monaco FC           | Ligue 1               | 2           | 0           | 0           | -               | -               | -               | -                 | -                 | -                 | -                              | -                              | -                              | -                              | 2     | 0     | 0     |
| 2011-2012             | AS Monaco FC           | Ligue 2               | 34          | 8           | 2           | 3               | 2               | 0               | 1                 | 0                 | 0                 | -                              | -                              | -                              | -                              | 38    | 10    | 2     |
| 2012-2013             | AS Monaco FC           | Ligue 2               | 35          | 14          | 5           | 2               | 2               | 0               | 2                 | 0                 | 0                 | -                              | -                              | -                              | -                              | 39    | 16    | 5     |
| 2013-2014             | AS Monaco FC           | Ligue 1               | 23          | 5           | 2           | 2               | 0               | 1               | 1                 | 0                 | 0                 | -                              | -                              | -                              | -                              | 26    | 5     | 3     |
| 2014-2015             | AS Monaco FC           | Ligue 1               | 29          | 4           | 1           | 2               | 1               | 0               | 3                 | 0                 | 0                 | C1                             | 3                              | 0                              | 0                              | 37    | 5     | 1     |
| 2016-2017             | AS Monaco FC           | Ligue 1               | 36          | 10          | 3           | 5               | 3               | 0               | 3                 | 0                 | 0                 | C1                             | 16                             | 4                              | 1                              | 60    | 17    | 4     |
| Sous-total            | Sous-total             | Sous-total            | 159         | 41          | 13          | 14              | 8               | 1               | 10                | 0                 | 0                 | -                              | 19                             | 4                              | 1                              | 202   | 53    | 15    |
| 2015-2016             | OGC Nice (prêt)        | Ligue 1               | 38          | 14          | 6           | 1               | 0               | 0               | 1                 | 0                 | 0                 | -                              | -                              | -                              | -                              | 40    | 14    | 6     |
| 2017-2018             | Olympique de Marseille | Ligue 1               | 35          | 9           | 5           | 2               | 1               | 0               | 1                 | 1                 | 0                 | C3                             | 17                             | 7                              | 1                              | 55    | 18    | 6     |
| 2018-2019             | Olympique de Marseille | Ligue 1               | 36          | 8           | 2           | 1               | 0               | 0               | 1                 | 0                 | 0                 | C3                             | 4                              | 0                              | 0                              | 42    | 8     | 2     |
| 2019-2020             | Olympique de Marseille | Ligue 1               | 25          | 2           | 4           | 4               | 0               | 0               | 1                 | 0                 | 0                 | -                              | -                              | -                              | -                              | 30    | 2     | 4     |
| 2020-2021             | Olympique de Marseille | Ligue 1               | 24          | 3           | 0           | 3               | 0               | 0               | -                 | -                 | -                 | C1                             | 5                              | 0                              | 0                              | 32    | 3     | 0     |
| Sous-total            | Sous-total             | Sous-total            | 120         | 22          | 11          | 10              | 1               | 0               | 3                 | 1                 | 0                 | -                              | 26                             | 7                              | 1                              | 159   | 31    | 12    |
| 2021-2022             | Montpellier HSC        | Ligue 1               | 34          | 4           | 3           | 2               | 0               | 0               | -                 | -                 | -                 | -                              | -                              | -                              | -                              | 36    | 4     | 3     |
| 2022-2023             | Montpellier HSC        | Ligue 1               | 31          | 2           | 0           | 1               | 1               | 0               | -                 | -                 | -                 | -                              | -                              | -                              | -                              | 32    | 3     | 0     |
| Sous-total            | Sous-total             | Sous-total            | 65          | 6           | 3           | 3               | 1               | 0               | -                 | -                 | -                 | -                              | -                              | -                              | -                              | 68    | 7     | 3     |
| 2023-2024             | Macarthur FC           | A-League              | 28          | 12          | 6           | 1               | 0               | 0               | -                 | -                 | -                 | AFC2                           | 7                              | 4                              | 5                              | 36    | 16    | 11    |
| 2024-2025             | Macarthur FC           | A-League              | 17          | 7           | 1           | 4               | 4               | 1               | -                 | -                 | -                 | AFC2                           | -                              | -                              | -                              | 21    | 11    | 2     |
| Sous-total            | Sous-total             | Sous-total            | 45          | 19          | 7           | 5               | 4               | 1               | -                 | -                 | -                 | -                              | 7                              | 4                              | 5                              | 57    | 27    | 13    |
| 2025                  | Sanfrecce Hiroshima    | J1 League             | 13          | 1           | 1           | 2               | 0               | 0               | 2                 | 0                 | 0                 | AFC2                           | 1                              | 1                              | 0                              | 18    | 2     | 1     |
| Total sur la carrière | Total sur la carrière  | Total sur la carrière | 440         | 103         | 41          | 35              | 14              | 2               | 16                | 1                 | 0                 | -                              | 53                             | 16                             | 7                              | 544   | 134   | 50    |

## Palmarès

### En club
Avec l'AS Monaco, il est Champion de France en 2017 après avoir été vice-champion en 2014 et Champion de Ligue 2 en 2013. Il est également finaliste de la Coupe de la Ligue en 2017.
Parti ensuite à l'Olympique de Marseille, il est finaliste de la Ligue Europa en 2018 et du Trophée des Champions en 2020 ainsi que vice-champion de France en 2020.
En fin de carrière, il rejoint le Macarthur FC, en Australie, et il y gagne la Coupe d'Australie en 2024.

### Distinctions personnelles
Il remporte le trophée UNFP du Joueur du mois de Ligue 2 en février 2013 et il est membre de l'équipe-type de Ligue 2 pour la saison 2012-2013.

## Style de jeu
Valère Germain a un profil de deuxième attaquant, qui se déplace justement et est efficace dans les airs malgré un gabarit presque quelconque (1,80 m, 73 kg). En 2011, Valère Germain est questionné sur ces qualités et confie : « je pense que c’est l’intelligence de jeu, l’anticipation, les déplacements. Je suis un joueur propre techniquement, qui peut utiliser ses deux pieds. J’ai un bon jeu de tête aussi ». En 2013, son adversaire Lindsay Rose n'a pas oublié : « Le danger à Monaco, ce n'est pas Touré. Si tu le marques bien, il ne fait rien. Germain, c'est un créateur. Il prend, décale. Il est plus dur à contrôler ».